# Malanita
La malanita és un mineral de la classe dels sulfurs, que pertany al grup de la carrol·lita. Rep el nom del riu Malan (República Popular de la Xina), on es troba una de les dues localitats tipus d'aquesta espècie.

## Característiques
La malanita és un sulfur de fórmula química Cu1+(Ir3+Pt4+)S₄. Va ser aprovada com a espècie vàlida per l'Associació Mineralògica Internacional l'any 1995. Cristal·litza en el sistema isomètric. La seva duresa a l'escala de Mohs és 5.
Segons la classificació de Nickel-Strunz, la malanita pertany a «02.D - Sulfurs metàl·lics, amb proporció M:S = 3:4» juntament amb els següents minerals: bornhardtita, carrol·lita, cuproiridsita, cuprorhodsita, daubreelita, fletcherita, florensovita, greigita, indita, kalininita, linneïta, polidimita, siegenita, trüstedtita, tyrrel·lita, violarita, xingzhongita, ferrorhodsita, cadmoindita, cuprokalininita, rodoestannita, toyohaïta, brezinaïta, heideïta, inaglyita, konderita i kingstonita.

## Formació i jaciments
Va ser descrita a partir de les mostres de dues localitats de la província de Hebei (República Popular de la Xina): la localitat de Shuangfeng, al comtat de Xinglong (Chengde) i el dipòsit de coure i níquel de la vall del riu Malan, al comtat de Zunhua (Tangshan). Tot i tractar-se d'una espècie no gaire habitual ha estat descrita en tots els continents del planeta a excepció de l'Antàrtida.